# Guerrilla Cambridge
Guerrilla Cambridge (voorheen SCE Cambridge Studio) was een Brits computerspelontwikkelaar opgericht in juli 1997 toen Sony Computer Entertainment Europe de ontwikkelingsstudio Millennium Interactive kocht. De ontwikkelaar is vooral bekend om het maken van de MediEvil-serie op de originele PlayStation, en de PlayStation Portable. Op 10 januari 2013 Sony Computer Entertainment herstructureerde Cambridge Studio om te werken met Guerrilla Games, om Killzone spellen te maken voor de PlayStation Vita. Sony Computer Entertainment veranderde de naam van SCE Cambridge Studio naar Guerrilla Cambridge en is nu een zuster studio van Guerrilla Games.
Op 12 januari 2017 werd bekend dat Sony Guerrilla Cambridge gaat sluiten en alle werknemers worden ontslagen.

## Spellen
Als SCE Cambridge Studio
| Titel                    | Uitgebracht | Platform             |
| ------------------------ | ----------- | -------------------- |
| Beast Wars: Transformers | 1997        | PlayStation          |
| Frogger                  | 1997        | PlayStation          |
| MediEvil                 | 1998        | PlayStation          |
| MediEvil 2               | 2000        | PlayStation          |
| C-12: Final Resistance   | 2001        | PlayStation          |
| Primal                   | 2003        | PlayStation 2        |
| Ghosthunter              | 2003        | PlayStation 2        |
| MediEvil: Resurrection   | 2005        | PlayStation Portable |
| 24: The Game             | 2006        | PlayStation 2        |
| PlayTV                   | 2008        | PlayStation 3        |
| LittleBigPlanet          | 2009        | PlayStation Portable |
| TV Superstars            | 2010        | PlayStation 3        |

Als Guerrilla Cambridge
| Titel                          | Uitgebracht | Platform         |
| ------------------------------ | ----------- | ---------------- |
| Killzone: Mercenary            | 2013        | PlayStation Vita |
| RIGS: Mechanized Combat League | 2016        | PlayStation 4    |